# Gare de Marines (Halte)
Pour les articles homonymes, voir Gare de Marines (homonymie).
La gare de Marines (halte), était une halte ferroviaire française de la ligne de Chars à Marines, située sur le territoire de la commune de Marines dans le département du Val-d'Oise en région Île-de-France.
Elle est mise en service en 1911 par l'Administration des chemins de fer de l'État et fermée par la Société nationale des chemins de fer français (SNCF) en 1940. Son exploitation était confiée par affermage à la Société générale des chemins de fer économiques (SE).

## Situation ferroviaire
Établie à 107 m d'altitude, la gare de Marines (halte) était située au point kilométrique (PK) 5,1 de la ligne de Chars à Marines entre les gares de Chars et de Marines.
C'était le seul point d'arrêt intermédiaire sur cette courte antenne, à voie normale, longue de 6 kilomètres.

## Histoire
La déclaration d’utilité publique de la ligne avait été prononcée le 1er août 1887 mais il fut bien difficile de déterminer le point de contact entre cette ligne et la ligne Pontoise - Dieppe. On envisagea d'abord Santeuil-Le Perchay, puis Us avant de choisir finalement Chars où existait déjà un embranchement en direction de Magny-en-Vexin.
La ligne, qui fut constamment déficitaire et dont l'exploitation avait été confiée à la Société générale des chemins de fer économiques (SE) dès 1920, fut fermée au trafic voyageurs le 10 juin 1940 et aux marchandises le 1er mars 1951.
La gare de Marines (Halte) était établie à l'ouest du bourg, auprès de la RN 15. Le bâtiment voyageurs a été reconverti et abrite le centre Loisirs et Culture ; la plate-forme en direction de Marines est devenue une coulée verte.